# Полудінський район
Полу́дінський район (рос. Полудинский район) — колишній район у складі Північноказахстанської області Казахської АСРР (1935) та Казахської РСР (1936—1963).

## Історія
Район утворений 9 січня 1935 року з центром у селі Полудіно у складі Карагандинської області. З 29 липня 1936 року — у складі новоутвореної Північноказахстанської області Казахської АСРР. З 5 грудня 1936 року — район у складі Казахської РСР.
14 вересня 1957 року до складу району включена частина ліквідованого Петропавловського району — Асановська сільрада. 3 жовтня 1957 року до складу району включена державна лісова дача Довгі рощі сусіднього Радянського району.
16 лютого 1960 року до складу Асановської сільради передано село Каратал Григор'євської сільради Радянського району.
Район був ліквідований 2 січня 1963 року, територія передана до складу Радянського району — Асановська, Бугровська, Гавринська, Полудінська, Світлополянська, Токушинська, Ярмінська сільради.